# Miora Razafindrakoto
Miora Razafindrakoto, née en 1981, est une karatéka malgache.

## Carrière
Miora Razafindrakoto pratique le kata. Elle est médaillée d'argent en individuel aux Jeux africains de 1999 à Johannesbourg, médaillée d'or en individuel aux Jeux africains de 2003 à Abuja et médaillée de bronze en individuel aux Jeux africains de 2007 à Alger. Aux Jeux des îles de l'océan Indien 2007 à Antananarivo, elle est médaillée d'or en kata individuel ainsi qu'en kata par équipes.
Elle devient arbitre mondiale en 2015, officiant notamment lors des Jeux africains de 2019 à Rabat.